# جون باين
جون باين (بالإنجليزية: John Payne)‏ (3 يناير 1906 في المملكة المتحدة - 1981) هو لاعب كرة قدم بريطاني في مركز جناح ‏. لعب مع برايتون أند هوف ألبيون ومانشستر سيتي ونادي برينتفورد ونادي ميلوول ووست هام يونايتد ويوفل تاون ونادي هايز ونادي ساوثال.